# Fabiano Amaro da Silva
Fabiano Amaro da Silva (født 5. juni 1984) er en brasiliansk professionel fodboldspiller, som spiller angriber for Ituiutaba Esporte Clube.